# خانه متروک (فیلم ۱۹۲۰)
خانه متروک (انگلیسی: Bleak House) فیلمی در ژانر درام به کارگردانی موریس الوی است که در سال ۱۹۲۰ منتشر شد.
از بازیگران آن می‌توان به کونستانس کولیر و هلن هی اشاره کرد.